# Hamas attack mot Israel i oktober 2023
Hamas attack mot Israel i oktober 2023, av Hamas benämnd som Operation Al-Aqsa-flodvågen (arabiska: عملية طوفان الاقصى), var en terrorattack utförd av Hamas och flera andra palestinska militanta grupper mot Israel. Tidigt på morgonen den 7 oktober initierade Hamas ett raketangrepp mot israeliska städer, samtidigt som cirka 3 000 terrorister invaderade israeliska byar nära gränsen till Gazaremsan, där de begick omfattande massakrer på civilbefolkningen. Utöver urskillningslöst mördande förekom det under attacken flera fall av tortyr, kidnappningar, likskändningar och våldtäkter. Hamas tog cirka 250 personer som gisslan och förde dem till Gazaremsan.
Dagen kom att kallas för den blodigaste i Israels historia, och den dödligaste för judar sedan förintelsen. Attacken blev en avgörande orsak till att  kriget mellan Hamas och Israel 2023 utbröt och attacken kom att inleda kriget.

## Anfallet

### Raketanfallet
Lördagen den 7 oktober 2023, klockan 06: 30 (UTC +3), på den judiska sabbaten och under högtiden Simchat Torah, samt dagen efter femtioårsdagen för Jom Kippurkriget, inledde Hamas attacken. Enligt Hamas avfyrades över 5 000 raketer mot israeliska städer, som å sin sida rapporterade att 3 000 projektiler avfyrats från Gazaremsan. Fem personer dödades och ett hundratal skadades av raketbeskjutningen. Den i sammanhanget låga dödssiffran tillskrevs luftvärnssystemet Iron dome, samt att många israeler hann ta sig till ett skyddsrum. Under de första raketangreppen träffades bland annat Barzilai-sjukhuset i Ashkelon, förorter till Jerusalem, samt bostadshus i Tel Aviv.

### Invasionen

Hamasattackens maximala territoriella utbredning.

Raketangreppet var dock främst en avledningsmanöver, cirka 3 000 terrorister bröt sig igenom gränsen till Gazaremsan med hjälp av bland annat bulldozrar, bilar, motorcyklar, båtar och motordrivet skärmflyg, beväpnade med automatkarbiner. Med hjälp av drönare slog man ut israelisk övervaknings- och kommunikationsutrustning vilket dels skapade stora blinda fläckar för den israeliska försvarsmakten, men också gjorde det svårare att tillkalla förstärkning. New York Times rapporterade att israeliska underrättelser uppskattade att Hamas penetrerat barriären mellan Gazaremsan och Israel på över 30 platser.
Armén var inte alls redo för anfallet och hälften av de 1 500 soldater som skulle ha varit stationerade längs med gränsen uppges ha varit på permission till följd av högtiden och sabbaten. Ett inledande drag var anfallet på gränskontrollen och militärbasen Erez i norra Gaza, som snabbt överrumplades. Enligt general Avi Rosenfeld så tvingades divisionen till att begära ett flyganfall på den egna militärbasen. Hamas tog dessutom kontrollen över militärbasen i Re'im där Gazadivisionen finns, vilket kraftigt försvagade Israels militära närvaro i området. Dessa faktorer anses ha bidragit till att israels militära respons fördröjdes med flera timmar. Utöver detta har soldater i efterhand uppgett att det helt och hållet saknades en plan för att hantera en Hamas-invasion från Gaza, och att de istället uppmanades att "ta ett vapen" och "rädda människor".
Inte långt efter infiltrationen började bilder cirkulera på sociala medier som visade hur Hamasmän åkte runt i Israel och sköt ihjäl människor på gatan. Hamas riktade särskilt in sig mot civila, och på kropparna av dödade Hamaskrigare hittades dokument som innehöll bland annat kartor och instruktioner för hur man hittar till skolor och ungdomscenter, där man uppmanades att "döda så många som möjligt" och "ta gisslan". Flera av angriparna bar i propagandasyfte kroppskameror och dokumenterade på så vis sina egna övergrepp. Enligt rapporter var flera ur Hamas påverkade av narkotikapreparatet Captagon.

### Massakern vid musikfestivalen i Re'im
Den enskilt största massakern skedde på en musikfestival i Negevöknen, utanför staden Re'im, där 364 människor dödades. Tusentals unga vuxna deltog i festivalen för att uppmärksamma högtiden Sukkot samt för att fira "enhet och kärlek". Bilder från festivalen visar hur deltagare dansar, ovetande om att de skärmflyg som syns i bakgrunden i själva verket var Hamas-terrorister på väg för att döda dem. Videosekvenser visar hur människor flyr för sina liv över de öppna fält som omger området, samtidigt som de blir beskjutna av Hamas. Många av de som lyckades ta sig till sina bilar sköts ihjäl av milismän på vägarna. De som lyckades ta sig till anslutande skyddsrum dödades när Hamas kastade granater in i dessa.
Under massakern utfördes flera våldtäkter, och många av offren dödades efter dessa. Vissa kroppar fördes sedan till Gazaremsan, där de paraderades på gatorna. Flera festivaldeltagare fanns bland de många som kidnappades i samband med attacken.

### Massakrer i israeliska byar
Hamas tog sig in i flera israeliska byar, så kallade kibbutzer, under attacken. Som längst lyckades man nå Ofaqim som ligger ca 25 km ifrån Gazaremsan och ca 20 km ifrån den israeliska storstaden Be'er Sheva. I Be'eri dödades 97 civila, vilket utgjorde ca 10 % av ortens befolkning. Hamas gick systematiskt från dörr till dörr, och dödade så många de kunde få tag på. Man dödade även flera människor som sökte skydd på en vårdinrättning mitt i byn. Man brände ned flera hus, och kom på så vis även åt de som barrikaderat sig i skyddsrum. Det äldsta dödsoffret var 88 år, och den yngsta hade inte hunnit fylla ett. 
I Kfar Aza dödades 52 människor.  Även här hade Hamas dödat hela familjer och bränt ned deras hem.  Andra drabbade orter var bland andra Sderot, Ofaqim, Nahal Oz, Netiv HaAsara och Kerem Shalom.

### Tortyr
Israeliska forensiska patologer fastställde att flera av offren torterats innan de dödats. Man hittade två kroppar som bundits ihop och bränts ihjäl levande. Man hittade även en gravid kvinna vars mage sprättats upp. Flera kroppar saknade huvud. En bildsekvens som fångats av en Hamaskrigares egen kroppskamera visar hur Hamas halshugger en levande person med en trädgårdshacka.  Israeliska sjukvårdare beskrev hur de hittat bundna människor som skjutits ihjäl, samt döda, lemlästade barn.

### Likskändning

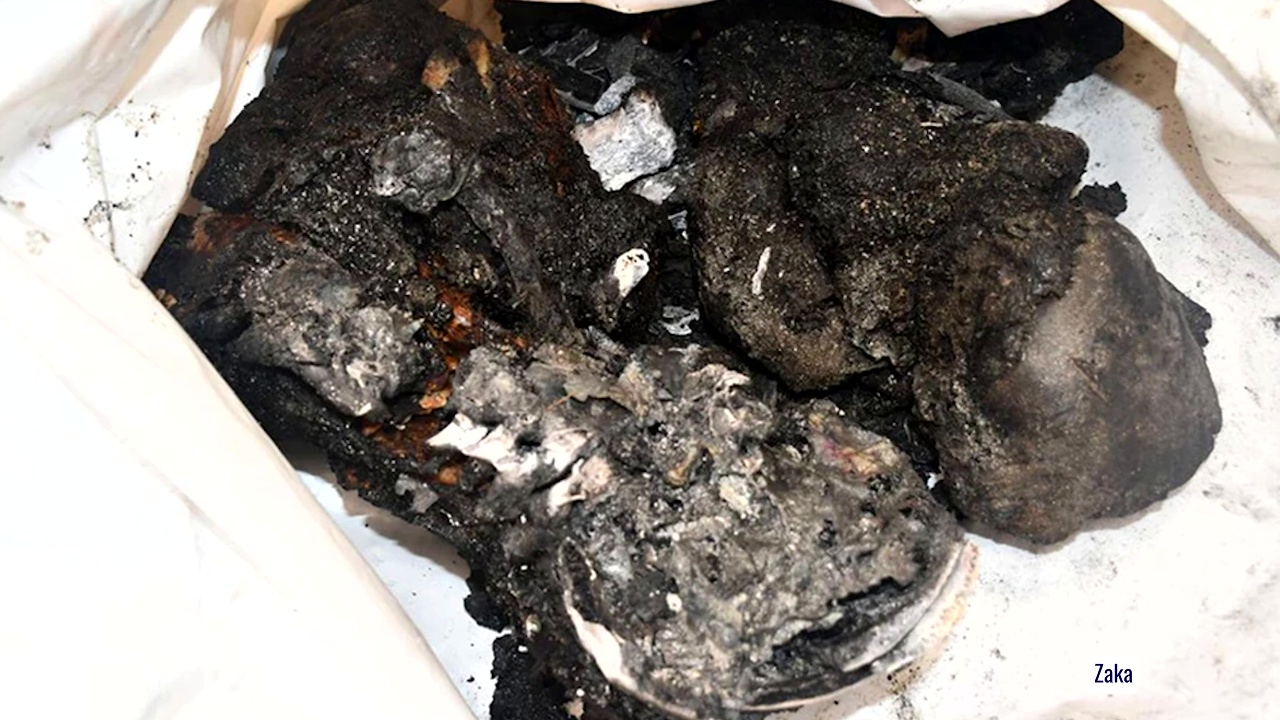
Förkolnade mänskliga kvarlevor

Under och efter angreppet förekom flera fall av likskändning. I Gazaremsan filmade Hamas-män sig själva när de drog ut en död israelisk soldat ur en bil och under jubel stampade på hans kropp. 22-åriga Shani Louk paraderades på gatorna i Gazaremsan iförd endast trosor, framför en jublande folkmassa som spottade på hennes lealösa kropp. Hamassoldater filmade även sig själva när de jublade samtidigt som de passerade döda israeler.
Flera kroppar var så pass illa tilltygade att kriminaltekniker i vissa fall endast hade benfragment kvar till att identifiera sönderbrända lik. På grund av kropparnas mycket dåliga skick tog man hjälp av arkeologer under identifieringsarbetet.

### Våldtäkter
Under angreppet begick Hamas systematiska våldtäkter av israeler. Många dödade kvinnor hittades nakna, med särade ben och tecken till våld i genitalierna. Flera vittnesmål av dem som lyckats gömma sig och på så vis överleva attacken beskrev Hamas brutala övergrepp, som innefattade stympning av bröst, gruppvåldtäkter och rena avrättningar.
Vittnesmål beskriver även hur Hamas slet kvinnor ur skyddsrum, för att våldta dem och bränna deras kroppar. Flera kvinnliga soldater hade skjutits i skrevet. Israeliska läkare uppgav att flera av dem i gisslan som frigivits hade utsatts för sexuella övergrepp under sin tid i fångenskap.
Det fanns flera faktorer som försvårade utredningen. Enligt judisk tradition är man mån om att begrava kroppen så fort som möjligt, vilket gör att mycket bevisning nu förmodligen ligger begraven. Dessutom var polisen under konfliktens allra första dagar fokuserade på att assistera militären i att avvärja Hamasinfiltrationen, samt på att identifiera de döda, och inte samla in bevis för de övergrepp som begicks. Trots dessa svårigheter kunde Aljazeera i mars 2024 rapportera att en grupp av experter från FN drog slutsatsen att det finns "reasonable grounds to believe” sexual violence, including rape and gang rape, occurred during the Hamas-led attack on Israel on October 7". 

### Kidnappningar

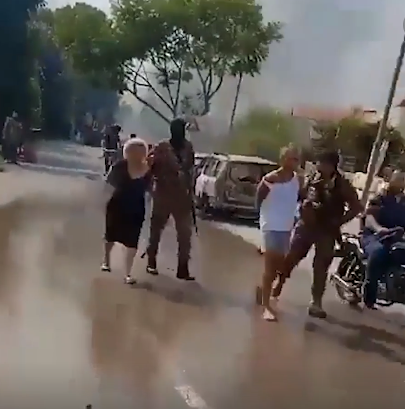
Hamas kidnappar civila i Be'eri

Under attacken förde Hamas enligt egen utsago med sig cirka 250 israeler som gisslan tillbaka till Gazaremsan. Bland dessa fanns det såväl spädbarn som äldre. Av IDF publicerade manualer som hittats på döda Hamasmedlemmars kroppar, uppmanas dokumentinnehavaren att "döda de problematiska samt dem som utgör ett hot" och använda resterande som mänskliga sköldar. Manualen innehöll även kartor som visade lokalisationen för förskolor, butiker och andra civila mål.
De kidnappades öde kom att bli en av krigets stora samtalspunkter, och återförandet av gisslan kom att bli en av Israels viktigaste målsättningar med invasionen av Gazaremsan.  IDF publicerade övervakningsfilmer som visade hur några i gisslan fördes till Al-Shifasjukhuset i Gaza, men de flestas lokalisation förblev okänd för armén.

### Plundring

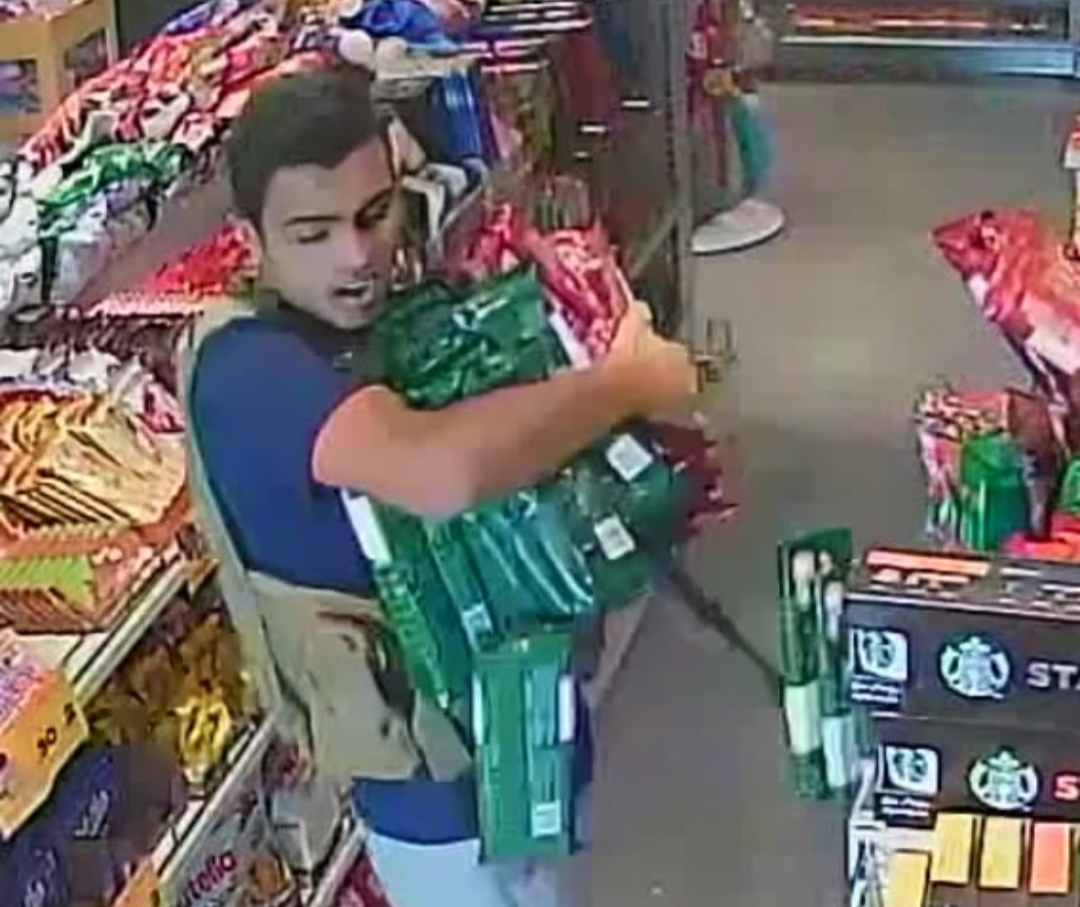
Hamasmedlem plundrar en butik i en bensinmack.

Hamas beskrevs i israeliska medier utföra "massplundringar" i de samhällen de tagit över. Överlevare uppgav att Hamas plundrat deras hem innan de brände ned dem. Kameraövervakning från butiker i Israel visar hur medlemmar ur terrororganisationen stjäl varor från hyllorna i samband med anfallet. Det finns även övervakningsfilmer som visar hur Hamasmedlemmar plundrar människor de just dödat. Även bilar vars ägare dödats plundrades.

## Reaktioner

### Israel
Attackerna kom som en total överraskning för Israel, och israeler chockades av arméns oförmåga att förhindra tusentals Hamasmedlemmar från att ta sig in i landet. Samma dag höll premiärminister Benjamin Netanyahu ett tal till nationen där han förkunnade att Israel nu låg i krig. Inom några timmar började man bomba mål i Gaza, och Netanyahu uppmanade civila att evakuera och underströk att "alla platser där Hamas gömmer sig, och verkar från, kommer vi förvandla till ruiner". Kriget mellan Hamas och Israel var nu ett faktum. 
Den israeliska oppositionen sade i ett gemensamt uttalande att det dagar som dessa "inte finns någon koalition eller opposition i Israel. Organisationer som anordnat protester mot den styrande regeringskoalitionen ställde in sina planerade demonstrationer och uttryckte sitt fulla stöd för armén och de israeliska säkerhetsstyrkorna. Den 11 oktober bildades en nödregering i Israel.
Den 9 oktober meddelade försvarsminister Yoav Gallant att man mobiliserar 300 000 reservister samt stryper all ström- mat- och bränsleförsörjning till Gaza, eftersom man strider mot "mänskliga djur och kommer att agera därefter". Den hårda blockaden började långsamt att lättas efter 13 dagar.
I Israel bildade anhöriga till kidnappade israeler rörelser som lyckades samla ett stort stöd, vilket allteftersom kriget gick satte press på den israeliska regeringen att vidta åtgärder för att återföra dem som Hamas hade tagit som gisslan.

### Gazaremsan och Västbanken
Efter Hamas attack firades det i de palestinska områdena. En opinionsundersökning genomförd knappt en månad efter anfallet visade att majoriteten (59 %) av alla palestinier starkt stöttade det, eller stöttade det till viss del (16 %), samtidigt som 13 % var emot det. Stödet var högre på Västbanken än i Gazaremsan. PLO:s ledare Mahmud Abbas första uttalande efter anfallen var att "Palestinas folk har rätt att försvara sig". Abbas verkade veckan efter ta avstånd från Hamas handlingar, men det uttalandet drogs hastigt tillbaka. Drygt en månad efter anfallet anklagade istället palestinska myndigheten i ett officiellt utlåtande Israel för att ha orsakat dödsfallen vid massakern i Re'im.
Hamastoppen Khaled Mashal hyllade massakern och sade att man var  "väl medveten" om konsekvenserna av attacken den 7 oktober, och sade att den palestinska friheten kräver "uppoffringar". Hamas förnekade att man dödat barn och civila, och kritiserade de som "obekräftat anammar och tar ställning för det sionistiska narrativet".

### Muslimska världen

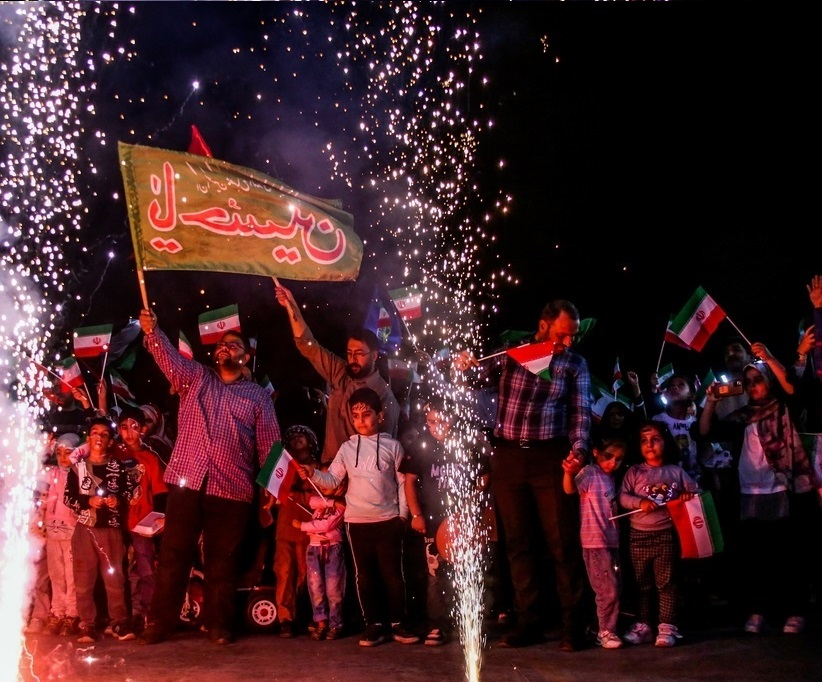
Firanden i Iran, 7 oktober 2023

Nästan samtliga muslimska ledare vägrade ta avstånd från massakern, utan lade i de flesta fall skulden på Israel och hyllade i vissa fall Hamas. Turkiets president Recep Tayyip Erdoğan kallade Hamas "frihetskämpar". Qatars utrikesministerium sade att Israel var "ensamt ansvarigt för den pågående eskaleringen" och uppmanade det internationella samfundet att "tvinga Israel att upphöra med sina uppenbara överträdelser av internationell rätt". Syrien kallade massakrerna för en "ärofylld prestation". Iran hyllade den "antisionistiska resistensen", och i dess parlament skanderades "död åt Israel" och "Palestina är segrande". Iraks president Abdul Latif Rashid uttryckte sitt fulla stöd för vad han menade var palestinier som kämpar för sina legitima rättigheter. Förenade Arabemiraten och Saudiarabien valde en mildare ton, uppmanade till eldupphör och vädjade till båda sidor att skydda civila utan att nämna Hamas. Egyptens utrikesministerium uppmanade båda sidor att visa återhållsamhet, också utan att nämna Hamas. Bahrain är det enda muslimska land som fördömt Hamas handlingar.
På flera håll i den muslimska världen utbröt firanden och solidaritetsdemonstrationer på gatorna efter attacken. I Iran anordnade regimen firanden för vad den kallade "den palestinska segern". Stora demonstrationer utbröt i många arabiska huvudstäder.

### Västvärlden
Fyra dagar efter anfallet hade drygt 40 länder fördömt massakern och klassat den som ett terrordåd, nästan uteslutande västländer. USA:s president Joe Biden, Tysklands förbundskansler Olaf Scholz, Frankrikes president Emmanuel Macron, Italiens premiärminister Giorgia Meloni och Storbritanniens premiärminister Rishi Sunak fördömde i ett gemensamt uttalande Hamas terror och sade att det inte fanns något som kan rättfärdiga den.  EU fördömde Hamas "våldsamma och urskillningslösa attacker" och sade sig stå solidariskt med Israel och dess rätt att försvara sig enligt internationell rätt. 

### Sverige
Företrädare för samtliga svenska riksdagspartier fördömde attacken. Utrikesminister Tobias Billström sade att "Israel har en självklar rätt att försvara sig mot terrorism och urskillningslös raketbeskjutning". Regeringen pausade utvecklingsbiståndet till Palestina tills vidare, och gav Sida i uppdrag att göra en översyn av biståndet för att säkerställa att inga svenska skattemedel går till aktörer som inte "förbehållslöst fördömer Hamas".
På flera håll i Sverige som i bland annat Stockholm, Göteborg, Malmö, Uppsala och Helsingborg utbröt firanden omedelbart efter Hamas attacker. Det anordnades bilparader där tutande bilar körde med palestinska flaggor, man avfyrade fyrverkerier, och det dansades på gatorna. Statsminister Ulf Kristersson kallade fenomenet "djupt ovärdigt", och sade att "vi har en slags importerad antisemitism i Sverige". Den ökade antisemitismen gjorde att regeringen ökade stödet till judiska centralrådet med 10 miljoner kronor för att förstärka dess säkerhetsarbete. Muslimska organisationer i Sverige tog inte avstånd från Hamas, istället hyllade somliga av dess företrädare terrorattacken. Oförmågan att distansera sig från terrorn kritiserades hårt i den offentliga debatten, och efter veckor av kritik började vissa muslimska företrädare ta avstånd från våld mot civila, dock utan att specifikt nämna Hamas. Det muslimsk-judiska samarbetet Amanah i Malmö pausades efter att Islamakademins ledare imam Salahuddin Barakat uttryckt stöd för attacken.